# 侨福芳草地
39°55′5.524″N 116°26′34.274″E / 39.91820111°N 116.44285389°E

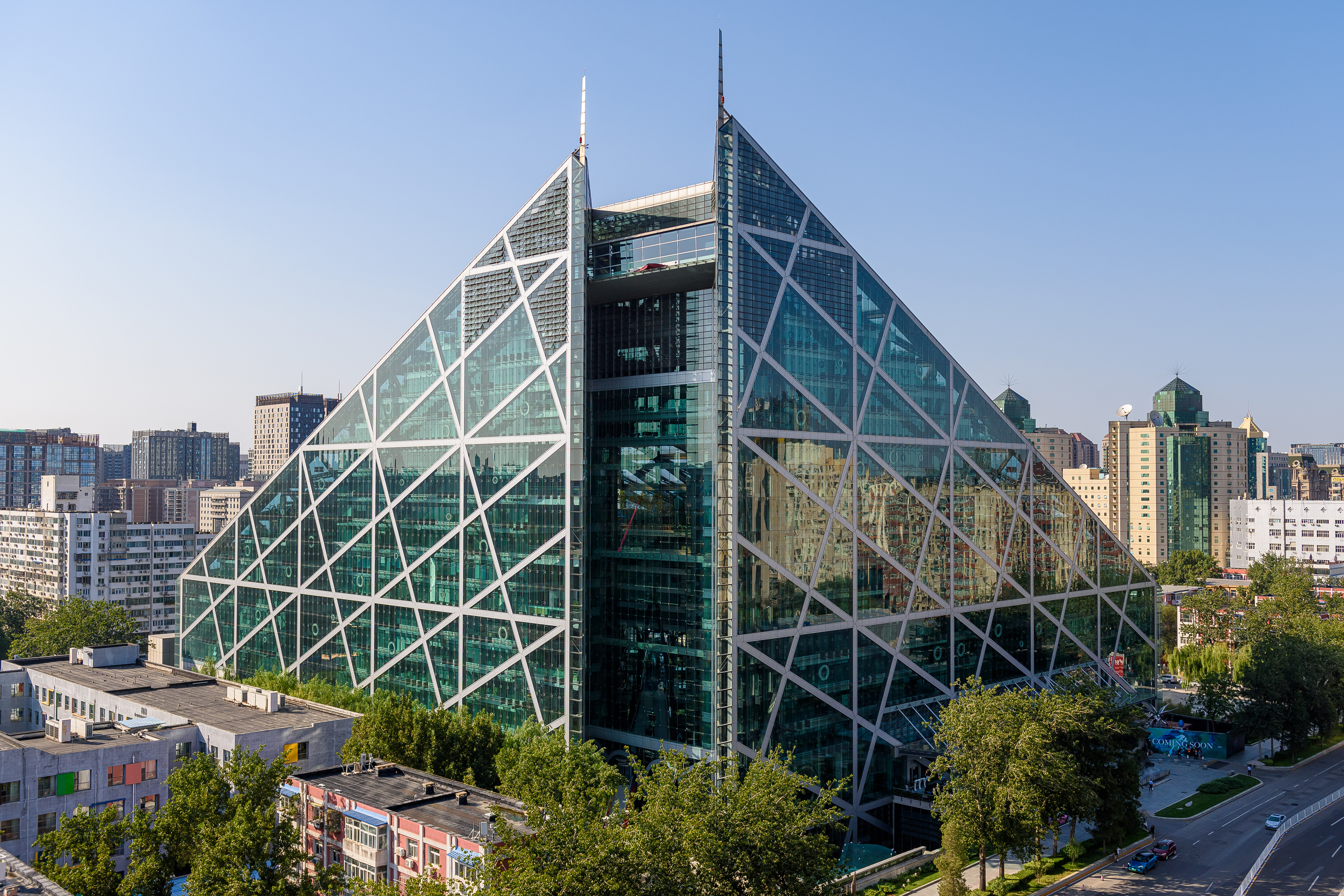
侨福芳草地（2021年9月）

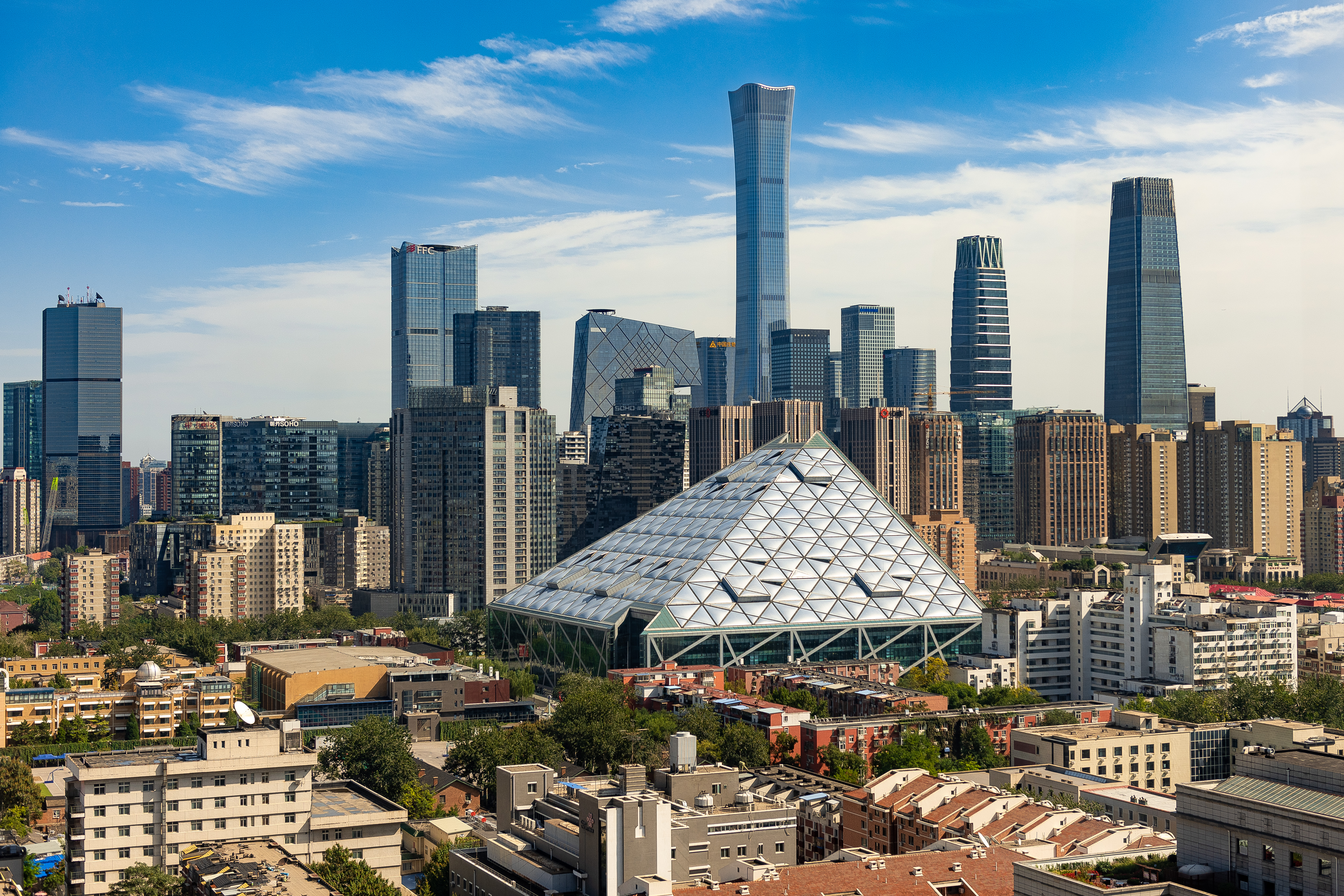
侨福芳草地及其背后的北京商务中心区（2021年9月）

侨福芳草地，位于北京市朝阳区朝外街道东大桥路9号，由北京侨福置业有限公司开发管理，是集写字楼、购物中心、艺术中心、酒店于一体的创新建筑。
整个建筑由四座塔楼构成。通透的玻璃幕墙及钢架结构，结合顶部采用的ETFE膜材料（与国家游泳中心所使用的材料相同）组成独特的节能环保罩，在内部实现独立的微气候环境。室内空气质量达到MERV标准的第11级，是综合性建筑所能达到的最高级别（国内建筑的MERV水平通常在7级左右）。楼顶的斜面设计，充分保证了周围社区的日照权，做到与环境共生的和谐相处。。
侨福芳草地的能源使用量仅为同等规模建筑的50%，是中国第一个获得由美国绿色建筑协会颁发的LEED“铂金级”认证的综合性商业体。此外，侨福芳草地建筑曾获多项建筑奖，其中包括2010年MIPIM Asia“年度最佳绿色建筑”，2012年GBA环保建筑大奖中的亚太区绿色建筑大奖等。
根据中国购物中心等级评价标准2019年评定为国家五星购物中心。

## 侨福芳草地购物中心

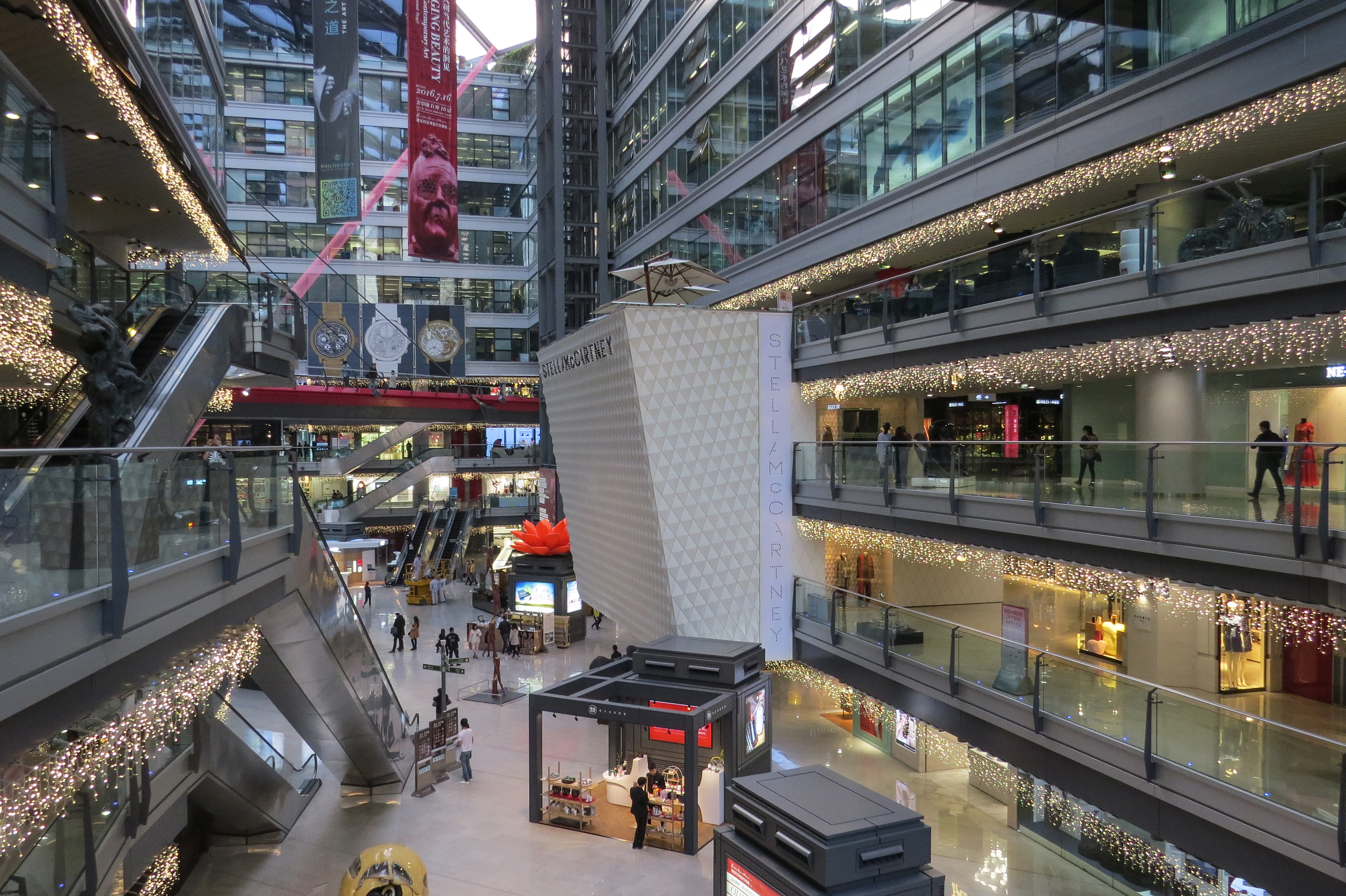
侨福芳草地购物中心内景

2012年9月16日，侨福芳草地购物中心正式开放。购物中心内摆放有达利等艺术家的500多件艺术作品，其中主要是雕塑。艺术家王鲁言专为购物中心创作了巨幅腕表系列油画作品。侨福芳草地拥有236米中国最长室内长桥、2000平方米公共艺廊。购物中心开放后，很快成为北京知名的特色体验式购物中心。

## 侨福当代美术馆·北京
侨福当代美术馆·北京，位于侨福芳草地D座10层。2012年8月，芳草地展览馆建成。2016年10月更名为“侨福当代美术馆·北京”。由侨福集团执行长黄建华创办，是非营利性私立美术馆。占地总面积4000多平方米，拥有两个大型展厅及演讲厅等设施。

## 北京怡亨酒店

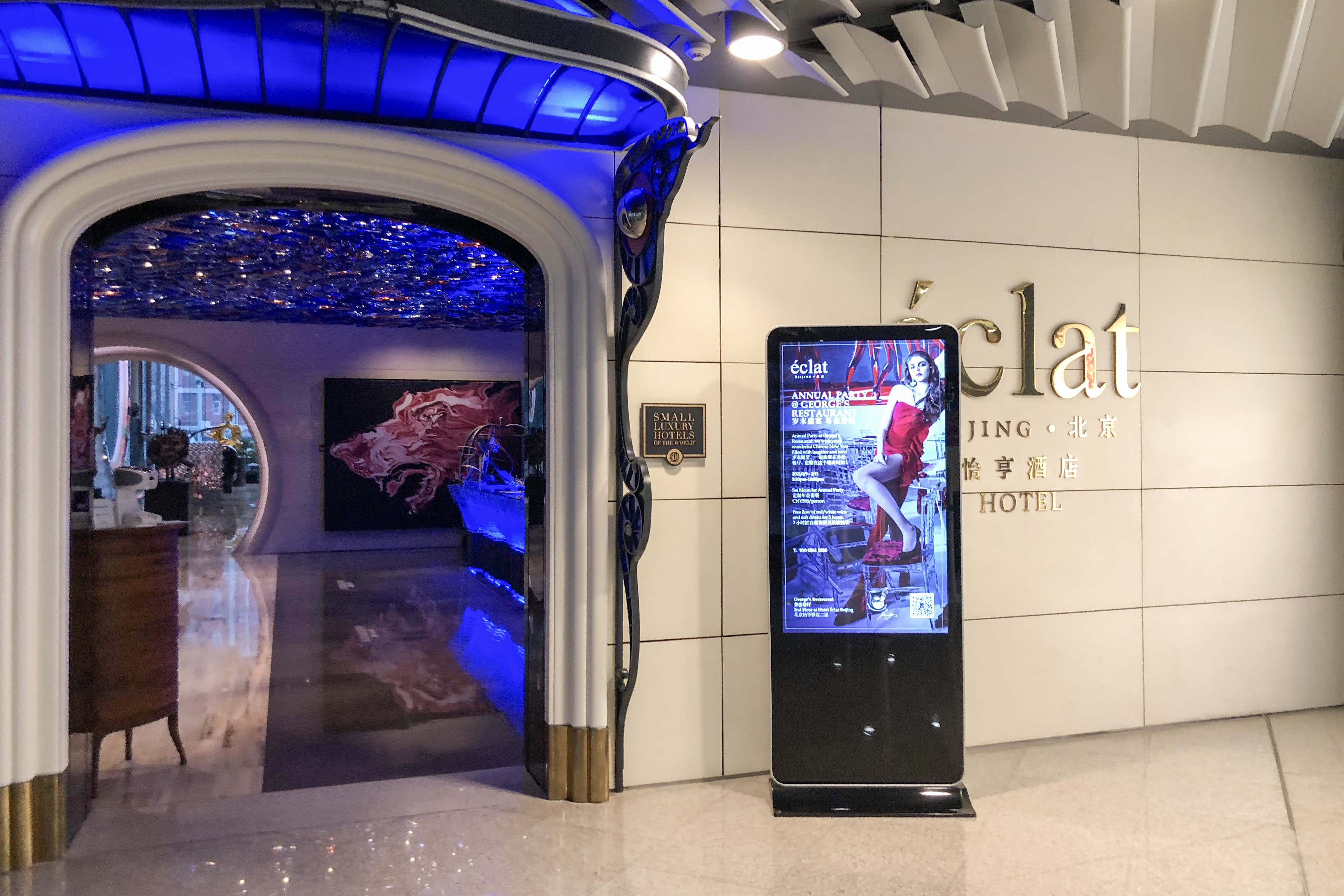
北京怡亨酒店入口（2021年1月）

北京怡亨酒店（英語：Hotel éclat Beijing），位于侨福芳草地，2013年3月开业，是全球奢华精品酒店联盟成员。内部布满艺术品，是亚洲最大的达利作品收藏地。还收藏有曾梵志、郑路、陈文令、任哲、管勇、王鲁炎、Pierre Matter、安迪·沃荷、高孝午、周良、Maarten Baas， Bertjan Pot、阿纳·雅格布森、门迪尼、菲利普·斯达克等人的作品。

## 卢米埃北京芳草地影城

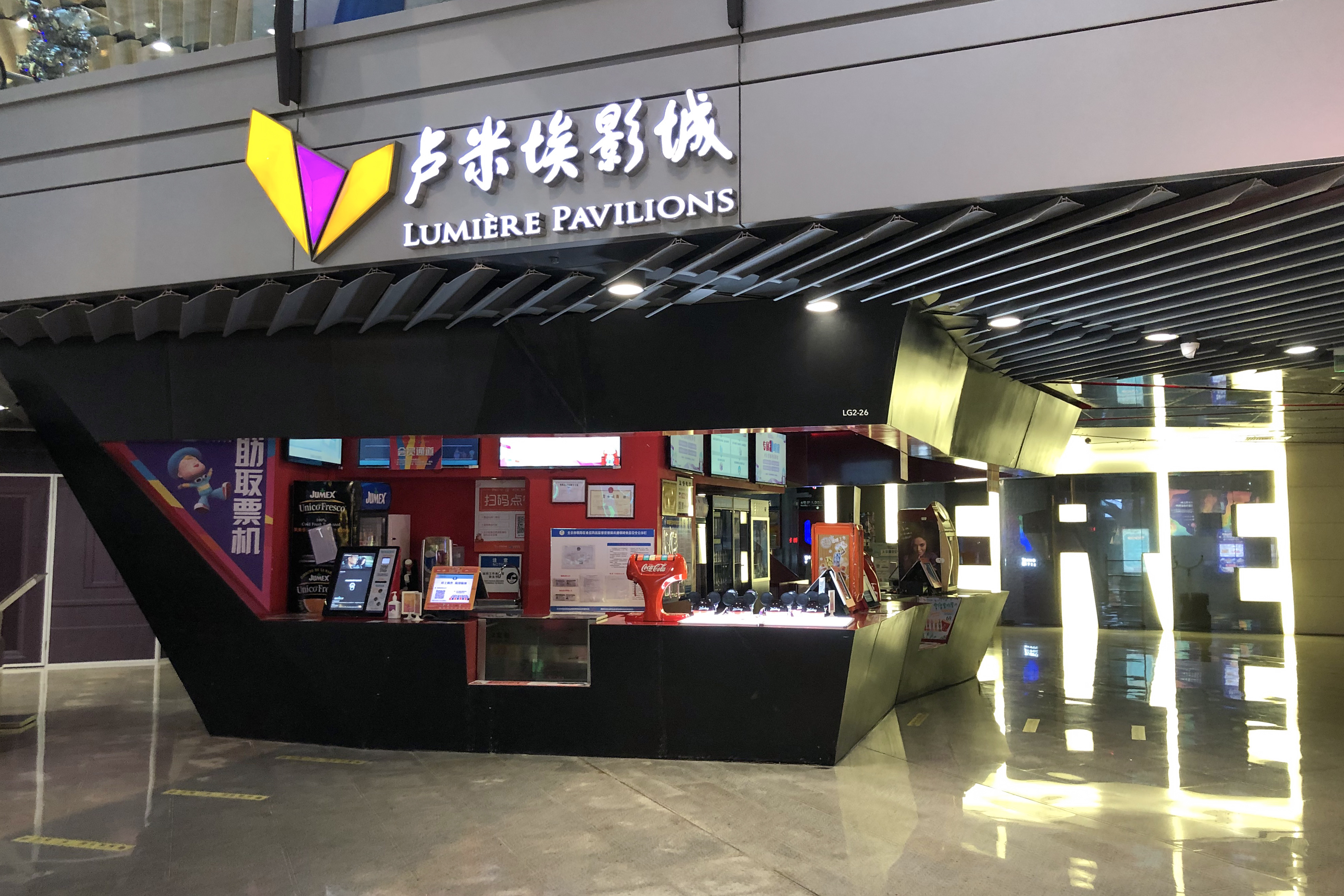
卢米埃北京芳草地影城（2021年1月）

卢米埃北京芳草地影城，位于侨福芳草地，2013年2月20日开业。